# Asım Can Çaykıran
Asım Can Çaykıran (* 1. September 1998 in Ordu) ist ein türkischer Fußballspieler.

## Karriere
Çaykıran wurde in der Jugend von Orduspor ausgebildet, in der Saison 2014/15 der U-19-Junioren bestritt er 12 Spiele und erzielte ein Tor für seinen Verein. In der Winterpause der Zweitligasaison 2014/15 wurde er – mit 16 Jahren und ohne ein Spiel für die zweite Mannschaft bestritten zu haben – direkt in den Profikader aufgenommen, der Profivertrag begann am 22. Januar 2015.
Sein Debüt gab er dann am 17. Spieltag bei einer 3:1-Niederlage gegen Boluspor. Er stand in der Startformation und spielte durch.